# Никола Радмановић
Никола Радмановић (1869 —2. август 1941) био је протојереј СПЦ. 
Рођен је у Садиловцу код Слуња 1869. у свештеничкој породици. У Садиловцу је завршио основну школу, а гимназију и учитељску школу је завршио у Карловцу. Богословију је завршио у Задру 1895, а рукоположен је 1896. Постао је помоћник пароха у Плашком, који је тада био седиште горњокарловачке епархије. Од 1900. постаје парох у Слушници код Слуња. Добио је орден Светог Саве. 
Када је проглашена НДХ одбио је да оде у Србију и тиме напусти свој народ. На Светог Илију 2. августа 1941. у Слушницу су дошле усташе из Слуња. Запечатили су цркву, а Николу су са породицом одвели у Слуњ и затворили у школи заједно са још 700 Срба. После великог мучења све су их побили те ноћи 2. августа. Закопали су их у заједнички гроб на десној страни Коране на месту званом Растоке. После тога усташе су попљачкали цркву и срушили је.